# 藍色美人號
藍色美人號（英語：Bluebelle）是美國一艘民用雙桅小帆船。1961年11月12日，船長夫妻載著乘客一家五口自劳德代尔堡出港，到了海上，船長朱利安·哈維（Julian Harvey）將妻子與乘客四人殘忍殺害，並將船隻鑿沉湮滅證據後逃逸。
唯一的倖存者是11歲女孩泰瑞·喬·杜珀洛特（Terry Jo Duperrault），她及時逃到一艘沒有食物、飲水及遮蔭處的小筏上，在海上漂流了82小時，最終獲救。先前已獲救的哈維在得知消息後割喉自盡。泰瑞·喬·杜珀洛特因本次事件在國際媒體上獲得了「海上流浪兒」（Sea Waif）、「海上孤兒」（Sea Orphan）等別名。

## 事件背景

### 杜珀洛特的家族旅遊
藍色美人號最後的乘客是來自威斯康辛州綠灣的杜珀洛特一家五口，這個家庭包括40歲的父親亞瑟·杜珀洛特醫生（Dr. Arthur Duperrault）、38歲的母親珍（Jean）、14歲的長男布萊恩（Brian）、11歲的長女泰瑞·喬與7歲的次女勒內（René）。亞瑟·杜珀洛特是一位成功的隱形眼鏡驗光師，他一直以來都希望來趟從佛羅里達礁島群到巴哈馬、為期一週的家族航行，而不是總讓家族待在寒冷的威斯康辛州度過整個冬天。他自己曾在第二次世界大戰服役期間航行過同樣的航線。杜珀洛特家已為這趟奢華的旅行計畫準備並儲蓄了好幾年。
1961年夏季，杜珀洛特家終於存夠了足夠資金。他們計畫趁天氣溫暖的時候租艘遊艇，在海上度過美好的一週，中途會在幾個選定好的地點停靠，如果玩得開心的話或許還會自主延長假期。他們在11月初抵達劳德代尔堡，用515美元租下這艘18公尺長的帆船「藍色美人號」。杜珀洛特醫生以每日100美元的價格雇了一位當地知名的遊艇駕駛——44歲的朱利安·哈維來擔任這艘藍色美人號的船長。哈維的第六任妻子、34歲的前空中小姐瑪麗·迪恩·哈維（Mary Dene Harvey，舊姓喬丹）則擔任船上的廚師。

### 最後的航程
杜珀洛特家在11月8日星期三正午左右登上了藍色美人號。有人目擊到這艘船在當天午後稍早出港。
在接下來的四天裡，一行人抵達了巴哈馬比米尼島與阿巴科群島等地，杜珀洛特家購買了當地的紀念品，在那盡情地浮潛並遊玩。11月12日，在他們返回佛羅里達前的最後一個停靠港，杜珀洛特醫生與哈維船長拜訪了英國駐外地區專員羅德里克·品德（Roderick Pinder）的辦公室，在聊天時杜珀洛特醫生說道「這樣的假期一生可能不會有第二次」「我們會在聖誕節前回去的」。當天傍晚，藍色美人號上的所有人吃了一頓獵人燴雞與沙拉的餐點。用餐後不久，11歲的泰瑞·喬離開甲板到下面的客艙去休息，而其他的家人與哈維夫婦則繼續留在甲板上。

## 首位獲救者
11月13日星期一下午12點35分左右，油輪「海灣獅子號」（Gulf Lion）的一名船員發現有艘救生艇正往他們的方向漂來，上頭有名男子正瘋狂地朝他們揮手並大喊道：「幫幫忙！我船上有個死掉的孩子！」船員們將男人接上船，同時也注意到救生艇上有個身穿救生衣的紅髮女童屍體。
男人接著介紹自己的名字是朱利安·哈維，是帆船「藍色美人號」的船長。根據哈維的說法，大約在前一天晚間8點30分左右，約位於阿巴科群島與大馬蹬沙洲之間的海域，他所駕駛的小船被突如其來的狂風吹倒，船體迅速傾覆並破了洞，主桅杆也因此折斷，哈維自己的妻子和杜珀洛特醫生則在事故中受到輕傷。折斷掉落的主桅杆及緊接著被牽連扯落的後桅，將哈維與其他乘客完全分了開來。他本來想嘗試進入船艙取出鋼絲鉗好清理甲板空間，但卻因為船隻開始起火而作罷，因此沒能救到船上的其他乘客及他的妻子。
而救生艇上的女童屍體則是杜珀洛特家的小女兒勒內（7歲），哈維表示在事故發生後這具屍體很快就漂了過來，他將女童拉上救生艇嘗試急救但沒有成功，之後就讓她繼續留在救生艇上。在後來的屍檢報告中證實勒內·杜珀洛特的死因為溺斃。

### 訊問哈維
哈維被帶到巴哈馬首都拿索，受當局訊問。由於他的態度過於冷靜，加上救生艇內放滿了各種求生用品，哈維的說法遭到一部分人的強烈質疑，儘管如此他們依舊無法證實哈維說的是謊話。11月15日，哈維獲准返回邁阿密，在那裡他將受到美國海岸防衛隊更進一步的訊問。

## 第二位獲救者

泰瑞·喬·杜珀洛特被搜索者號護航航空母艦發現後不久拍下的照片

三天後的11月16日，希臘貨輪西奧船長號在西北普羅維登斯海峽救助了一名海上漂流的女童。女童當時在一艘長1.5公尺、寬0.6公尺的軟木小筏上，被距離一英里外西奧船長號的二副尼古拉斯·斯帕奇達基斯（Nicolaos Spachidakis）目擊。斯帕奇達基斯馬上將船長斯泰利亞諾斯·庫索羅蒂斯（Stylianos Coutsodontis）找來艦橋，兩人逐漸意識到斯帕奇達基斯看到的不是漁船，而是一條橢圓形的白色小筏子，上面載著一個身著白色棉布上衣和粉色燈芯絨褲的金髮小孩，小孩正向後靠倒在船身上，虛弱地向他們招手。船長下令停止貨輪並放下救生艇。由於注意到軟木小筏附近有鯊魚徘徊，船員們大聲呼喊要小孩別貿然跳入水中。其中一名船員伊萬傑羅斯·科濟拉斯（Evangelos Kantzilas）將女童拉上救生艇，在他們回到貨輪後，女童被安置在一個備用艙室內。
船員們發現被救上船的孩子幾乎說不出話，能說出的話也語無倫次。船員們給了她水與柳橙汁，幫她用濕毛巾擦拭掉身上的鹽粒，在她的嘴唇上塗了凡士林。船長斯泰利亞諾斯·庫索羅蒂斯後來回憶說，杜珀洛特在獲救後大約30分鐘的時間裡「頭暈眼花、無法說話」。稍微恢復後，她聲音嘶啞地介紹自己是11歲的泰瑞·喬·杜珀洛特，她在搭乘的船隻沉沒後，已經坐軟木小筏在海上漂流了好幾天。她很快便又再度失去了說話能力，只能虛弱地用手勢回答問題，之後便陷入了半昏迷狀態。
西奧船長號的船員當時並沒有回收泰瑞·喬乘坐了四天的那艘軟木小筏。不過在泰瑞·喬獲救數天後，海岸防衛隊的一名隊員成功在海上找回了該艘小筏。發現的時候小筏已經瀕臨毀壞，幾乎是要在他眼前直接解體了。

### 救援與康復
西奧船長號船長立刻將他們的發現以及孩子的身體狀況回報給了海岸防衛隊，一臺救難直升機很快就被派來支援。泰瑞·喬被診斷出有嚴重曬傷、脫水以及失溫症，情況危急，她被直升機立刻救走。三小時後，她被送到邁阿密的仁慈醫院。雖然她的身體逐漸在康復，但在接下來的好幾天裡，她都無法向海岸防衛隊報告她獲救時的情況，以及當時那場海難的真相。

## 泰瑞·喬的供述

泰瑞·喬·杜珀洛特於邁阿密仁慈醫院 (邁阿密)康復後的照片，攝於1961年11月22日

11月20日，泰瑞·喬已經恢復足夠的體力，她說要告訴調查人員有關藍色美人號，以及瑪麗·哈維的真相。
在11月12日晚間，藍色美人號踏上了返回劳德代尔堡的航程。大約在晚間九點，泰瑞·喬離開甲板到下面的客艙去睡覺，而她的父母、哥哥、妹妹以及哈維夫婦都繼續待在甲板上。過了一段時間，她被自己哥哥的尖叫聲吵醒，哥哥正呼喊著爸爸，她還聽到了沉重的腳步聲。她決定出去查看情況，走上甲板後，她在離廚房不遠的主客艙裡發現媽媽與哥哥的屍體。
在甲板上，泰瑞·喬撞見了提著一個水桶的哈維，哈維大喝要她「回去那裡！」，打了她並把她推回甲板下。被嚇壞的泰瑞·喬退回她的客艙，大約15分鐘後，她發現房間地板上開始湧入油與水。哈維提著步槍進到客艙內，兩人看著彼此，但哈維最後並沒有開槍。他回到甲板上，接著泰瑞·喬聽到了錘擊聲。
隔了一會，泰瑞·喬再度走上甲板，甲板上只有哈維一個人，藍色美人號配備的救生艇正在左舷漂浮。「綁住救生艇的繩子鬆掉了嗎？」哈維問她，她則回答她不知道。接著哈維命令她好好握住一條繫在救生艇上的繩子，他要趁這個機會回去拿東西。當哈維回來的時候，繩子已經從她手上滑掉了。而哈維則自己一個人跳到海裡，游向小艇，把泰瑞·喬留在將要沈船的藍色美人號上。
甲板開始沉入海中，泰瑞·喬想起甲板上有艘長方形的軟木小筏，她解開繩子，將小筏扔到外頭的海面，接著游向小筏，將小筏更進一步地推往開放水域，然後登上去。她就這樣在海上漂流了將近三天半，小筏上沒有食物、飲水以及遮蔭處。這個小筏太小了，她甚至要一直維持坐姿，祈禱著救援的到來。
泰瑞·喬堅稱藍色美人號的的桅杆完好無損，船上也沒有起火，一直到船隻沉沒為止海面上也都是風平浪靜的。在這過後不久，她被告知哈維在自己獲救的三天前受到搭救，旁邊還有她妹妹的屍體，而她父母與哈維太太的屍體則消失在海中。

## 哈維自殺
11月16日，哈維向美國海岸防衛隊重申他的故事，指一場突如其來的暴風吹斷了藍色美人號的桅杆，油箱破裂並引發火災，害他無法去營救自己的妻子及杜珀洛特家的任何成員。哈維還稱他在海面上發現了勒內的屍體，他曾試圖救醒她，但卻沒有成功。
11月17日，哈維在審訊期間被告知泰瑞·喬已經獲救，且身體狀況正在好轉的消息。當時他的反應是驚呼「我的天啊！」，隨後很快地冷靜下來並補充一句「那不是很好嗎？」他被告知當天開始將會對藍色美人號及其乘客的事故展開正式調查。接了過了一會，他表示自己很累，希望能免去更進一步的審訊，這樣他就可以去跟他妻子的家人好好談談。他的請求獲准了。
離開後，哈維開車前往不遠處的比斯坎大道（Biscayne Boulevard），在那以約翰·門羅（John Monroe）的化名付錢入住桑德曼旅館（Sandman Motel）。他在旅館房間內寫下一份兩頁長的遺書，然後在浴室裡用刮鬍刀刀片割開大腿、腳踝及頸靜脈自殺。一名女服務員在大約兩小時後發現了他的屍體。遺書被放在屍體旁邊的梳妝臺上，是寫給他當兵時的一位密友，遺書裡沒有對自己的行為做出任何解釋或道歉，只在結尾留下了這樣的字句：「我實在太累、太緊張了。我再也受不了了。」（"I got too tired and nervous. I couldn't stand it any longer."）遺書裡還拜託收信者照顧他的14歲兒子蘭斯（Lance），以及要求把自己的屍體葬入海中。

## 調查結論
警方從藍色美人號的倖存者證詞及哈維的自殺中發現了明確的犯罪跡象，進而開始對哈維的身世背景展開調查。根據這份調查報告，哈維曾是一名授勳的二戰老兵，也曾以飛行員的身分參與韓戰，他一直都找不太到工作，擁有嚴重的經濟問題。他與太太瑪麗·迪恩在1961年7月結婚（事件發生的四個月前），且婚後兩個月便替她保了意外雙倍賠償的保險。就在杜珀洛特家租下藍色美人號的一個月前，船東哈羅德·佩格（Harold Pegg）以每月300美元附帶船上免費住宿的條件雇用了哈維，並允許他任意帶遊客出海旅行。哈維在同意這個條件的時候，可能已經計畫好要怎麼在海上殺死妻子了。但若要讓這個計畫成立，乘客作為目擊證人就會是很重要的關鍵。杜珀洛特家是第一個租下遊輪的客戶。
調查結論是，哈維為了得到20000美元的保險金，計畫殺死妻子。只要她死於意外，哈維便可獲得雙倍的保險金。他在謀殺或處理屍體的時候可能被杜珀洛特醫生目擊到了，於是他也殺死了杜珀洛特醫生，以及他的妻子和兩個孩子，這些人都有可能目睹了謀殺。他可能從海面上回收了勒內·杜珀洛特的屍體，以增加故事的可信度。
若哈維沒有自殺，那他就會因謀殺藍色美人號上的所有罹難者及對泰瑞·喬的殺人未遂而遭起訴。

### 保險詐欺舊案
調查人員進一步調查哈維的背景，發現他曾是1949年一起車禍中的倖存者，哈維的第二任妻子及她的母親在這起車禍中喪生。當時是個下雨的夜晚，哈維駕駛一輛1946年的普利茅斯豪華轎車，載著妻子和岳母從橋上高速墜落，掉入河中。車禍發生後哈維獨自游到了安全地點，妻子喬安（Joann）和岳母默特爾·博伊倫（Myrtle Boylen）則被留在河裡進而溺斃。哈維還曾經駕駛一艘名為「Torbatross」的高低桅帆船，這艘船在乞沙比克灣撞上德克薩斯號戰艦的水下殘骸後沉沒。當時其他同行的船員一再警告要哈維繞過戰艦殘骸，但哈維卻置若罔聞地將船繼續開往禁止進入的地點，哈維事後辯稱是船上的遊客想要近距離閱讀浮標上刻劃的銘文。1958年，他的汽艇「Valiant」也可疑地在古巴海岸附近沉沒。這些損失全都伴隨著鉅額的保險理賠，哈維從中獲得了許多經濟利益。

## 事件後續
在事件中失去所有家人的泰瑞·喬回到家鄉威斯康辛州綠灣，與住在迪皮爾市的姑姑、祖母和三個堂兄弟姊妹同住。她一直好好保存著海上漂流時穿在身上的那套襯衫衣褲。她在事件隔年改名為特雷（Tere），某部分原因是她不想被人們視為一名事件受害者。基於1960年代初期當時的心理學應對理論，很少有權威人士去與泰瑞·喬談論她的苦難，她也沒有接受過創傷諮詢。因此她20年來都沒有跟人公開談論過這起事件。
長大後的泰瑞·喬結婚並生下三個孩子。成年後的她選擇在靠近海的地方生活、工作。她現在已經退休，在威斯康辛州的基沃尼市安享晚年。
1988年，泰瑞·喬·杜珀洛特·法斯賓達（Tere Jo Duperrault Fassbender）出席了歐普拉·溫芙蕾秀，在節目中她與當年的西奧船長號船長斯泰利亞諾斯·庫索羅蒂斯重新相聚。
泰瑞·喬與心理學家兼求生專家理查·羅根（Richard Logan）合著的回憶錄《天涯孤獨：海上孤兒》（Alone: Orphaned on the Ocean）於2010年出版，書中詳細地描述了她與家人的最後一次旅行、哈維的謀殺、海上漂流的三天半以及在那之後她所度過的人生。
曾有許多人提出理論試圖解釋哈維當時為什麼沒在船上殺掉泰瑞·喬。作家厄爾·史丹利·賈德納猜測哈維可能潛意識裡希望有人能逮捕並懲罰自己。然而羅根卻認為哈維確實是想置泰瑞·喬於死地，但當他發現救生艇漂走時，他必須立刻跳海確保自己的救生艇，而同時船上已經沒有別的救生艇，他相信留在船上的泰瑞·喬是死定了。
2010年，事件發生49年後，晨間電視節目《今天》訪問步入老年的泰瑞·喬，節目於2010年5月6日播出。泰瑞·喬在節目中談到了她在海上漂流時所受的苦難，還提到她對哈維之所以沒下殺手的看法。「我想他可能覺得我會跟船一起沉掉。」她也相信哈維最初是打算謹慎地謀殺他的妻子並處理屍體，但哈維太太很可能是有所抵抗，進而引起了她家人的注意。泰瑞·喬說，她不希望人們在讀到這起事件時感想是「天哪，真是個可憐的小女孩」，而是要想一想「她的人生還在繼續」。「我一直相信，我之所以獲救是有原因的……如果有人能（透過閱讀我的故事）慰藉他們生命中的苦難，我的這趟旅程就會是值得的。」

### 腳註
1. 1 2  McIver 1995，第139頁.
2. 1 2 3 4 5 6 7 8  . 2017-05-29  [2021-05-28]. （原始内容存档于2022-04-08）.
3. 1 2 3  . TIME magazine. 1961-12-01  [2010-05-08]. （原始内容存档于2010-05-09）.
4. ↑  . The Courier-News. 1961-11-23  [2021-06-05]. （原始内容存档于2021-12-30）.
5. 1 2  Snow 1962，第212頁.
6. 1 2  McIver 1995，第141頁.
7. 1 2 3 4 5  . 2010-05-05  [2021-05-26]. （原始内容存档于2022-04-16）.
8. 1 2 3  . Today. 2010-06-17  [2021-05-27]. （原始内容存档于2022-07-09）.
9. 1 2 3  Sheppard 2018，第14頁.
10. 1 2  . 2017-11-28  [2021-05-26]. （原始内容存档于2022-03-27）.
11. 1 2 3 4  Moore, Marilyn. . 邁阿密新聞（英语：The Miami News）. 1981-02-10  [2010-05-06].[]
12. ↑  The Encyclopedia of Mass Murderers ISBN 0-747-20897-2 p. 136
13. 1 2  . Time. 1961-12-01  [2021-05-30]. （原始内容存档于2022-03-21）.
14. ↑  Snow 1962，第206頁.
15. ↑  . oceannavigator.com. 2017-05-03  [2021-06-05]. （原始内容存档于2021-12-30）.
16. 1 2  Cioppa, Deanna, , 2019-05-15  [2021-05-25], （原始内容存档于2022-05-27）
17. ↑  Sheppard 2018，第15頁.
18. 1 2 3  The Encyclopedia of Mass Murderers ISBN 0-747-20897-2 p. 137
19. 1 2 3 4 5  厄爾·史丹利·賈德納. . 薩拉索塔先驅論壇報（英语：Sarasota Herald-Tribune）. 1962-03-25  [2010-05-06]. （原始内容存档于2021-12-30）.
20. 1 2 3  Ruiz, Michelle. . AOL News. 2010-05-06  [2010-05-06]. （原始内容存档于2010-05-08）.
21. 1 2  . CBS News. 2010-06-17  [2021-05-26]. （原始内容存档于2022-03-21）.
22. ↑  . Daytona Beach Morning Journal. 1961-11-20  [2021-04-24]. （原始内容存档于2021-12-30）.
23. 1 2 3  McIver 1995，第142頁.
24. 1 2  . Time. 1961-12-01  [2021-05-30]. （原始内容存档于2022-03-21）.
25. 1 2  . 生活. 1961-12-01: 31  [2010-05-08]. （原始内容存档于2021-12-30）. 参数|magazine=与模板{{cite news}}不匹配（建议改用{{cite magazine}}或|newspaper=） (帮助)
26. ↑  Snow 1962，第209頁.
27. 1 2  Sheppard 2018，第12頁.
28. ↑  Sheppard 2018，第13頁.
29. 1 2 3  Snow 1962，第210頁.
30. ↑  . wrecksite.eu. 2001-06-13  [2021-05-30].
31. ↑  . The San Mateo Times. 1961-11-17  [2021-05-30]. （原始内容存档于2021-12-30）.
32. ↑  . Time. 1961-12-01  [2021-05-30]. （原始内容存档于2022-03-21）.
33. ↑  瑪麗珍·米克. . Sudden Endings: 13 Profiles in Depth of Famous Suicides (Garden City, NY: Doubleday and Company, Inc.). 1964: 94–107.
34. ↑  . New York Daily News. 1961-11-23  [2021-08-08]. （原始内容存档于2021-12-30）.
35. ↑  . CBS News. 2010-06-17  [2021-05-26]. （原始内容存档于2022-03-21）.
36. ↑  . 2010-05-30  [2021-06-02]. （原始内容存档于2021-12-30）.
37. ↑  Fassbender 2010.

### 書籍
- Logan, Richard; Duperrault Fassbender, Tere Jo. . Wisconsin: Titletown Publishing. 2010. ISBN 978-0-982-72063-9.
- McIver, Stuart. . Sarasota, Florida: Pineapple Press. 1995. ISBN 978-1-561-64079-9.
- Sheppard, Nancy E. . Charleston, South Carolina: The History Press. 2018. ISBN 978-1-439-66538-1.
- Snow, Edward Rowe. . Carlisle, Massachusetts: Commonwealth Editions. 1962. ISBN 978-1-933-21286-9.
- Chermak, Steven; Bailey, Frankie. . Santa Barbara: ABC-CLIO. 2016. ISBN 978-1-610-69593-0.
- Franscell, Ron. . Massacheussetts: Fair Winds Press. 2011. ISBN 978-1-592-33440-7.
- Lane, Brian; Gregg, Wilfred. . Kent: Headline Book Publishing. 1994. ISBN 0-747-20897-2.
- Leyton, Elliot. . Toronto: McClelland & Stewart. 2011 [1986]. ISBN 978-0-140-11687-8.
- Logan, Richard; Duperrault Fassbender, Tere Jo. . Wisconsin: Titletown Publishing. 2010. ISBN 978-0-982-72063-9.

## 外部連結
- 《Desert Sun》報紙1961年11月27日 當時關於事件的報導 （页面存档备份，存于）
- Orphaned on the Ocean: The Unbelievable Story of Terry Jo Duperrault （页面存档备份，存于）：《讀者文摘》2016年文章